# 제1해병군수단
제1해병군수단(1st Marine Logistics Group (1st MLG))은 캘리포니아주 해병대 기지 캠프 펜들턴에 본부를 둔 미국 해병대의 군수전투부대이다.  표어는 "Victory through Logistics→군수를 통한 승리".

## 역사

### 창설
1947년 7월 1일, 진주만 해군기지에 있는 함대해병군(FMF)의 근무사령부 소속 제1전투근무단으로 창설되었다. 같은 달에 캘리포니아주 캠프 펜들턴로 이사하였다.

### 6.25 전쟁
6.25 전쟁이 터진 1950년의 8월에 일본 고베에 도착하였다. 다시 같은 해 9월에 인천 상륙 작전에 참가하여 제1해병사단의 지원부대로서 한반도에 상륙하였다.
1951년 8월, 함대해병군, 1951년 10월 다시 제1해병사단에 배속되었다.
1953년 5월, 부대는 함대해병군으로 전속하고 참전하기 전 있었던 캠프 펜들턴으로 귀환하였다.
1957년 12월 30일, 제1전력근무연대로 재편성되었다.

### 베트남 전쟁
1965년 5월에 분견대가 1965년 8월에 본부 및 근무대대가 오키나와에서 베트남 공화국에 선발대로서 배치되었다. 나머지 본대는 2년 뒤의 1967년 2월에 베트남 공화국에 배치되었다. 같은 해 2월 15일에 함대해병군의 전력군수사령부(1966년 3월 15일 다낭에서 창설된 임시조직) 산하, 제3해병수륙양용군(III MAF) 배속부대로 지정되었다.
1971년 4월 23일, 베트남 공화국에서 철수하고 캠프 펜들턴으로 귀국하였다.

### 냉전
1976년 3월 30일, 함대해병군, 제1전력근무지원단으로 개명되었다.
1990년 9월부터 1991년 4월까지 걸프 전쟁에 배치되어 사막 방패 작전과 사막 폭풍 작전을 종군하였다.
인도주의 원조 및 평화유지작전에 참가하였고, 소말리아에서 희망 회복 작전에 통합임무부대의 일원으로 1992년 12월부터 1993년 2월까지 참가하였다.

### 테러와의 전쟁: 2003년~2019년
테러와의 전쟁의 큰 틀인 항구적 자유 작전-아프가니스탄에 참가하여 해병대에 지원을 위해 2003년 1월 쿠웨이트에 배치되었다.
2005년 10월 21일, 제1해병군수단으로 개명되었다.
2020년 7월 1일에 제15전투군수연대가 미국 해병대의 조직 개편 계획인 포스 디지인 2030에 따라 해산하였다.

## 산하 부대

제1해병군수단의 2020년 7월자 전투서열

- 제1전투군수연대
- 제17전투군수연대
- 제1보급대대
- 제1정비대대
- 제7공병지원대대
- 제1의무대대
- 제1치의대대

## 기록

### 소속
1. 함대해병군; 1951년 8월,
2. 함대해병군, 근무사령부; 1947년 7월 1일
3. 제1해병사단; 1950년 9월,
4. 제1해병사단; 1951년 10월
5. 함대해병군; 1953년 5월
6. 함대해병군, 전력군수사령부; 1967년 2월 15일
7. 함대해병군; 1971년 3월 30일
8. 제3수륙양용군; 1967년 2월 15일

### 계보
- 1947년 7월 1일, 1st Combat Service Group (1st CSG)→제1전투근무단
- 1957년 3월 1일, 1st Force Service Regiment (1st FSR)→제1전력근무연대
- 1976년 4월 30일, 1st Force Service Support Group (1st FSSG)→제1전력지원단
- 2005년 10월 1일, 1st Marine Logistics Group (1st MLG)→제1해병군수단

### 참전
- 6.25 전쟁; 1950년 9월 ~ 1953년 5월
  - 인천 상륙 작전
  - 서울 전투: 2차: 수복, 3차: 1.4 후퇴, 4차: 리퍼 작전, 5차: 춘계공세
  - 장진호 전투
  - 중앙 동부전선
  - 서부전선
- 베트남 전쟁; 1967년 2월 ~ 1971년 4월 23일
- 걸프 전쟁; 1990년 9월 ~ 1991년 4월
  - 사막 방패 작전
  - 사막 폭풍 작전
- 소말리아 - 희망 회복 작전; 1992년 12월 ~ 1993년 2월
- 테러와의 전쟁; 2010년 3월 ~ 2011년 3월; 2012년 2월 ~ 2012년 9월
  - 이라크 전쟁
    - 제1차 팔루자 전투/비질런트 리졸브 작전
    - 제2차 팔루쟈 전투/팬텀 퓨리 작전

  - 아프가니스탄 전쟁
- 내재된 결단 작전; 2014년 ~ 2019년

## 참고
1. ↑  Soper, James B. (1972년 5월 1일). “A View from FMF Pac of Logistics in the Western Pacific, 1965-1971”. 《U.S. Naval Institute》 (영어). 2025년 5월 22일에 확인함. (가입 필요).
2. ↑  Philip Athey (2020년 7월 6일). “Corps deactivates combat logistics regiment as commandant enacts his vision for the future” (영어). Sightline Media Group. MarineTimes. 2020년 7월 7일에 확인함.
3. ↑  Gina Harkins (2020년 7월 19일). “Marine Units Deactivate in Aggressive Plan to Reshape the Corps”. 《www.military.com》 (미국 영어). 2023년 7월 27일에 확인함.

- “History of 1st MLG” (미국 영어). 1st Marine Logistics Group Public affair office. 2023년 7월 27일에 확인함.
- “Honors of 1st MLG” (미국 영어). 1st Marine Logistics Group Public affair office. 2023년 7월 27일에 확인함.
- “Lineage of 1st MLG” (미국 영어). 1st Marine Logistics Group Public affair office. 2023년 7월 27일에 확인함.